# Vendin-lès-Béthune
Vendin-lès-Béthune é uma comuna francesa na região administrativa de Altos da França, no departamento de Pas-de-Calais. Estende-se por uma área de 3,63 km². Em 2010 a comuna tinha 2 476 habitantes (densidade: 682,1 hab./km²).